# ATC kod S01
ATC kod S01 Oftalmologici su terapeutska podgrupa sistema za anatomsko terapeutsko hemijsku klasifikaciju. Ovaj sistem alfanumeričkih kodova je razvio  za klasifikaciju lekova i drugih medicinskih proizvoda.  Podgrupa S01 je deo anatomske grupe S Senzorni organi.

Kodovi za veterinarsku upotrebu (ATCvet kodovi) se mogu formirati stavljanjem slova Q ispred humanih ATC kodova: QS01... ATCvet kodovi bez odgovarajućeg humanog ATC koda su navedeni sa vodećim Q na sledećoj listi.
Nacionalna izdanja ATC klasifikacije mogu da obuhvataju dodatne kodove koji nisu prisutni na ovoj listi.

### S01AAAntibiotici
S01AA01 Hloramfenikol
S01AA02 Hlortetraciklin
S01AA03 Neomicin
S01AA04 Oksitetraciklin
S01AA05 Tirotricin
S01AA07 Framicetin
S01AA09 Tetraciklin
S01AA10 Natamicin
S01AA11 Gentamicin
S01AA12 Tobramicin
S01AA13 Fusidinska kiselina
S01AA14 Benzilpenicilin
S01AA15 Dihidrostreptomicin
S01AA16 Rifamicin
S01AA17 Eritromicin
S01AA18 Polimiksin B
S01AA19 Ampicilin
S01AA20 Antibiotici u kombinaciji sa drugim lekovima
S01AA21 Amikacin
S01AA22 Mikronomicin
S01AA23 Netilmicin
S01AA24 Kanamicin
S01AA25 Azidamfenikol
S01AA26 Azitromicin
S01AA30 Kombinacije različitih antibiotika
QS01AA90 Kloksacilin

### S01ABSulfonamidi
S01AB01 Sulfametizol
S01AB02 Sulfafurazol
S01AB03 Sulfadicramid
S01AB04 Sulfacetamid
S01AB05 Sulfafenazol

### S01AD Antivirusni lekovi
S01AD01 Idoksuridin
S01AD02 Trifluridin
S01AD03 Aciklovir
S01AD05 Interferon
S01AD06 Vidarabin
S01AD07 Famciklovir
S01AD08 Fomivirsen
S01AD09 Ganciklovir

### S01AX Drugi antiinfektivi
S01AX01 Jedinjenja žive
S01AX02 Jedinjenja srebra
S01AX03 Jedinjenja cinka
S01AX04 Nitrofural
S01AX05 Bibrokatol
S01AX06 Resorcinol
S01AX07 Natrijum borat
S01AX08 Heksamidin
S01AX09 Hlorheksidin
S01AX10 Natrijum propionat
S01AX11 Ofloksacin
S01AX12 Norfloksacin
S01AX13 Ciprofloksacin
S01AX14 Dibrompropamidin
S01AX15 Propamidin
S01AX16 Pikloksidin
S01AX17 Lomefloksacin
S01AX18 Povidon-jod
S01AX19 Levofloksacin
S01AX21 Gatifloksacin
S01AX22 Moksifloksacin
S01AX23 Besifloksacin

## S01B Antiinflamatorni agensi

### S01BAKortikosteroidi, čisti
S01BA01 Deksametason
S01BA02 Hidrokortison
S01BA03 Kortison
S01BA04 Prednisolon
S01BA05 Triamcinolon
S01BA06 Betametason
S01BA07 Fluorometolon
S01BA08 Medrison
S01BA09 Klobetason
S01BA10 Alklometason
S01BA11 Desonid
S01BA12 Formokortal
S01BA13 Rimeksolone
S01BA14 Loteprednol
S01BA15 Fluocinolon acetonid

### S01BB Kortikosteroidi imidriaticiu kombinaciji
S01BB01 Hidrokortizon i midriatici
S01BB02 Prednizolon i midriatici
S01BB03 Fluorometolon i midriatici
S01BB04 Betametazon i midriatici

### S01BC Antiinflamatorni agensi, nesteroidi
S01BC01 Indometacin
S01BC02 Oksifenbutazon
S01BC03 Diklofenak
S01BC04 Flurbiprofen
S01BC05 Ketorolak
S01BC06 Piroksikam
S01BC07 Bendazak
S01BC08 Salicilna kiselina
S01BC09 Pranoprofen
S01BC10 Nepafenak
S01BC11 Bromfenak

## S01C Antiinflamatorni agensi i antiinfektivi u kombinaciji

### S01CA Kortikosteroidi i antiinfektivi u kombinaciji
S01CA01 Deksametazon i antiinfektivi
S01CA02 Prednizolon i antiinfektivi
S01CA03 Hidrokortizon i antiinfektivi
S01CA04 Fluokortolon i antiinfektivi
S01CA05 Betametazon i antiinfektivi
S01CA06 Fludrokortizon i antiinfektivi
S01CA07 Fluorometolon i antiinfektivi
S01CA08 Metilprednizolon i antiinfektivi
S01CA09 Hloroprednizon i antiinfektivi
S01CA10 Fluocinolon acetonide i antiinfektivi
S01CA11 Klobetason i antiinfektivi

### S01CB Kortikosteroidi/antiinfektivi/midrijatici u kombinaciji
S01CB01 Deksametazon
S01CB02 Prednizolon
S01CB03 Hidrokortizon
S01CB04 Betametazon
S01CB05 Fluorometolon

### S01CC Antiinflamatorni agensi, nesteroidi i antiinfektivi u kombinaciji
S01CC01 Diklofenak i antiinfektivi

## S01E Antiglaukomni preparati i miotici

### S01EASimpatomimeticiu terapijiglaukoma
S01EA01 Epinefrin
S01EA02 Dipivefrin
S01EA03 Apraklonidin
S01EA04 Klonidin
S01EA05 Brimonidin
S01EA51 Epinefrin, kombinacije

### S01EBParasimpatomimetici
S01EB01 Pilokarpin
S01EB02 Karbahol
S01EB03 Ekotiopat
S01EB04 Demekarijum
S01EB05 Fizostigmin
S01EB06 Neostigmin
S01EB07 Fluostigmin
S01EB08 Aceklidin
S01EB09 Acetilholin
S01EB10 Paraokson
S01EB51 Pilokarpin, kombinacije
S01EB58 Aceklidin, kombinacije

### S01EC Inhibitorikarbonske anhidraze
S01EC01 Acetazolamid
S01EC02 Diklofenamid
S01EC03 Dorzolamid
S01EC04 Brinzolamid
S01EC05 Metazolamid

### S01EDBeta blokeri
S01ED01 Timolol
S01ED02 Betaksolol
S01ED03 Levobunolol
S01ED04 Metipranolol
S01ED05 Karteolol
S01ED06 Befunolol
S01ED51 Timolol, kombinacije
S01ED52 Betaxolol, kombinacije
S01ED54 Metipranolol, kombinacije
S01ED55 Karteolol, kombinacije

### S01EEProstaglandinanalozi
S01EE01 Latanoprost
S01EE02 Unoproston
S01EE03 Bimatoprost
S01EE04 Travoprost
S01EE05 Tafluprost

### S01EX Drugi antiglaukomni prepari
S01EX01 Guanetidin
S01EX02 Dapiprazol

## S01F Midrijatici icikloplegici

### S01FAAntiholinergici
S01FA01 Atropin
S01FA02 Skopolamin
S01FA03 Metilskopolamin
S01FA04 Ciklopentolat
S01FA05 Homatropin
S01FA06 Tropikamid
S01FA56 Tropikamid, kombinacije

### S01FB Simpatomimetici izuzev antiglaukomnih preparata
S01FB01 Fenilefrin
S01FB02 Efedrin
S01FB03 Ibopamin
QS01FB90 Oksedrin
QS01FB99 Simpatomimetici, kombinacije

## S01GDekongestantiiantialergici

### S01GA Simpatomimetici korišćeni kao dekongestanti
S01GA01 Nafazolin
S01GA02 Tetrizolin
S01GA03 Ksilometazolin
S01GA04 Oksimetazolin
S01GA05 Fenilefrin
S01GA06 Oksedrin
S01GA51 Nafazolin, kombinacije
S01GA52 Tetrizolin, kombinacije
S01GA53 Ksilometazolin, kombinacije
S01GA55 Fenilefrin, kombinacije
S01GA56 Oksedrin, kombinacije

### S01GX Drugi antialergici
S01GX01 Kromoglicinska kiselina
S01GX02 Levokabastin
S01GX03 Spagluminska kiselina
S01GX04 Nedokromil
S01GX05 Lodoksamid
S01GX06 Emedastin
S01GX07 Azelastin
S01GX08 Ketotifen
S01GX09 Olopatadin
S01GX10 Epinastin
S01GX51 Kromoglicinska kiselina, kombinacije

## S01HLokalni anestetici

### S01HA Lokalni anestetici
S01HA01 Kokain
S01HA02 Oksibuprolain
S01HA03 Tetralain
S01HA04 Proksimetakain
S01HA05 Prokain
S01HA06 Cinhokain
S01HA07 Lidokain
S01HA30 Kombinacije

## S01J Dijagnostički agensi

### S01JA Agensi za bojenje
S01JA01 Fluorescein
S01JA02 Bengalska ruža natrijum
S01JA51 Fluorescein, kombinacije

## S01K Hirurška pomoćna sredstva

### S01KAViskoelasticisupstance
S01KA01 Hialuronska kiselina
S01KA02 Hipromeloza
S01KA51 Hialuronska kiselina, kombinacije

### S01KX Druga hirurška pomoćna sredstva
S01KX01 Himotripsin

## S01L Okularni agensi zavaskularne poremećaje

### S01LAAntineovaskularizacioniagensi
S01LA01 Verteporfin
S01LA02 Anekortav
S01LA03 Pegaptanib
S01LA04 Ranibizumab
S01LA05 Aflibercept

## S01X Drugi oftalmologici

### S01XA Drugi oftalmologici
S01XA01 Guaiazulen
S01XA02 Retinol
S01XA03 Natrijum hlorid, hypertonik
S01XA04 Kalijum jodid
S01XA05 Natrijum edetat
S01XA06 Etilmorfin
S01XA07 Alum
S01XA08 Acetilcistein
S01XA09 Jodoheparinat
S01XA10 Inozin
S01XA11 Nandrolon
S01XA12 Dekspantenol
S01XA13 Alteplas
S01XA14 Heparin
S01XA15 Askorbinska kiselina
S01XA18 Ciklosporin
S01XA20 Veštačke suze i drugi sporedni preparati
QS01XA91 Pirenoksin